# Baeopogon
Genre

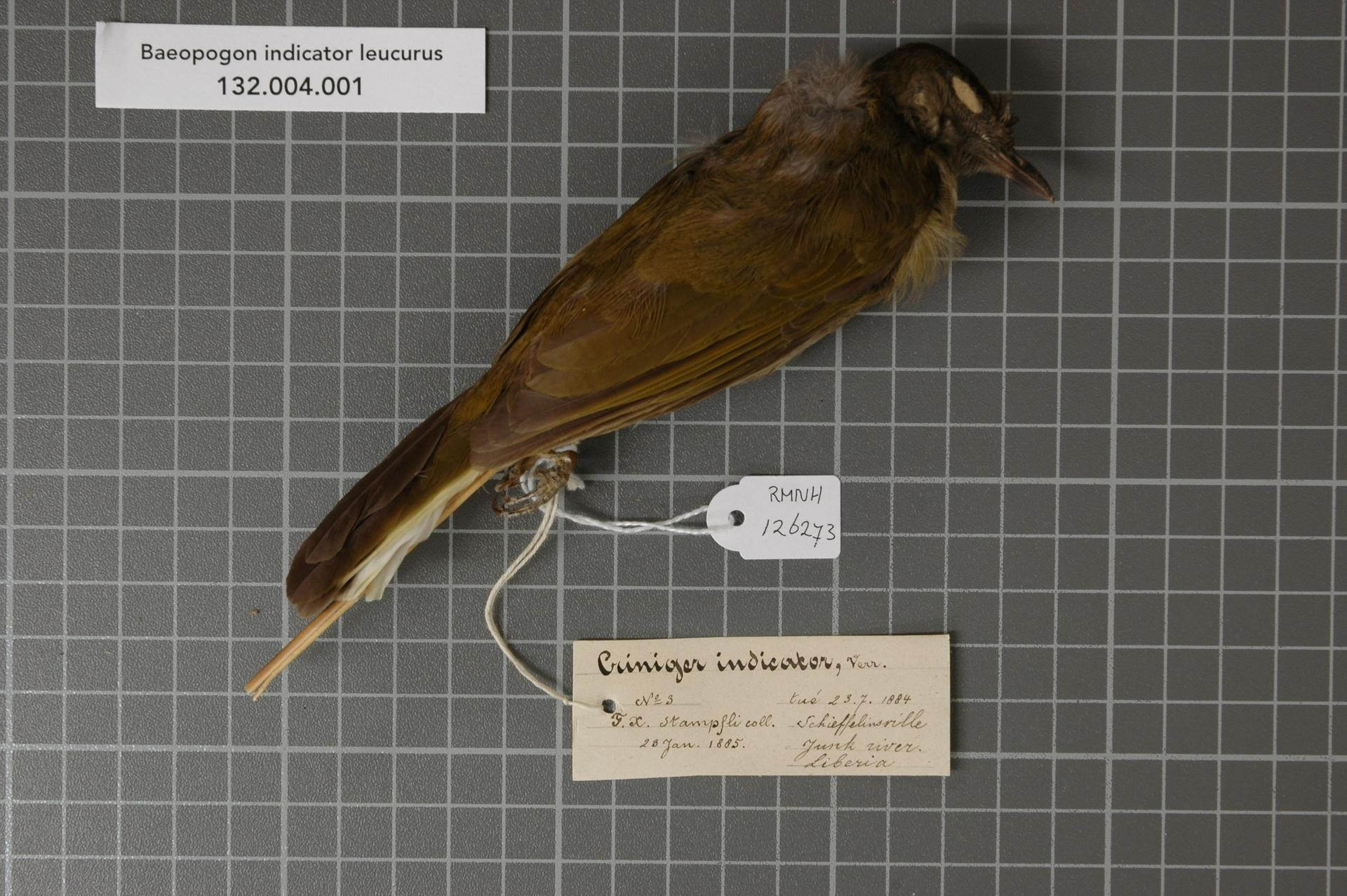

Baeopogon est un genre de passereau de la famille des Pycnonotidae.

## Liste d'espèces
D'après la classification de référence du Congrès ornithologique international (ordre phylogénique) :
- Bulbul à queue blanche - Baeopogon indicator (Verreaux & Verreaux, 1855)
- Bulbul bruyant - Baeopogon clamans (Sjostedt, 1893)